# Wilmer Wise
Wilmer Wise (* 21. Dezember 1936 in Philadelphia; † 30. Januar 2015 in New York City) war ein US-amerikanischer Trompeter, der im Bereich des Jazz und der Klassik aktiv war. Wynton Marsalis nannte ihn „einen wegbereitenden schwarzen Trompeter in der Welt der klassischen Musik.“

## Leben und Wirken
Wilmer Wise wuchs in Philadelphia auf, lernte mit acht Jahren Trompete und studierte sechs Jahre bei Sigmund Hering, der Musiker im Philadelphia Orchestra war. Unterricht hatte er auch bei Gil Johnson, Sam Krauss und Nat Prager, bevor er ab 1960 als professioneller Musiker zu arbeiten begann. Er war der einzige afroamerikanische Musiker in Orchestern in Philadelphia, die Broadway-Musicals wie Showgirl (mit Carol Channing) aufführten; außerdem spielte er als Gastsolist bei Quincy Jones bei einem Auftritt in Philadelphia. In den frühen 1960er-Jahren spielte er in Johnny Lynch’s Club Harlem Band in Atlantic City, in Philadelphia u. a. auch mit Lee Morgan, Vince Penzarella, Ted Curson, Bobby Timmons, Tony Marchione (dem Lehrer von Randy Brecker), Johnny Coles, Lammar Wright  und Reggie Workman, bevor er sich der klassischen Musik zuwandte. Mit 23 Jahren trat er mit dem Philadelphia Orchestra auf. Er tourte als Prinzipal-Trompeter mit Music from Marlboro durch Europa, nahm  mit Pablo Casals auf und wirkte als Leadtrompeter bei der Aufnahme der West Side Story unter Leitung von Leonard Bernstein mit. Ferner gehörte er um 1965 dem Baltimore Symphony Orchestra an und unterrichtete am Morgan State und am Peabody Conservatory.
In New York City arbeitete er in Bigbands wie dem Thad Jones/Mel Lewis Orchestra sowie in Broadway- und philharmonischen Orchestern; er spielte im New York Philharmonic Orchestra, im American Symphony und war von 1968 bis 2003 Mitglied des Brooklyn Philharmonic Orchestra. Er wirkte außerdem als freischaffender Musiker bei Studiosessions u. a. von Stanley Clarke (Journey to Love) und Weather Report (I Sing the Body Electric) mit. 1974 wirkte er bei der Aufführung von Ornette Colemans Komposition The Sacred Mind of Johnny Dolphin for trumpet, string quartet and percussion mit. Im Bereich des Jazz war er zwischen 1971 und 1987 an neun Aufnahmesessions beteiligt, bei David Amram (Subway Night 1971), David Fathead Newman, Sonny Stitt und Cleo Laine.
Wise arbeitete ab den 1980er-Jahren mit Philip Glass, auf dessen Alben Songs from Liquid Days, Powaqqatsi, The Thin Blue Line und dem Soundtrack zu Kundun (1997) er zu hören ist; ferner war er für Film- (Kramer gegen Kramer) und Theatermusiken (The Mystery of Edwin Drood, 1986) tätig. Mit David Amram kooperierte er 29 Jahre in der Konzertreihe Young People’s Schooltime Programs an der Brooklyn Academy of Music und weiteren Veranstaltungen. In seinen späteren Jahren spielte er noch in einem Quintett (u. a. mit dem Kornettisten Jerome Ashby), den Harlem Chamber Players, im JMIH Orchestra von Loren Schoenberg und der Imperial Brass Band. 2010 ehrte ihn das New Yorker Festival of New Trumpet Music mit einer Aufführung und einem Workshop. Ende 2012  trat er u. a. noch mit Dmitri Schostakowitschs Klavierkonzert Nr. 1 c-Moll op. 35 für Klavier, Trompete und Streichorchester  mit dem Antara Ensemble sowie mit dem Brooklyn Community Wind Ensemble auf. Er starb Anfang 2015 an den Folgen einer Krebserkrankung.